# Hugo Sieber
Hugo Sieber (* 13. Januar 1911 in Aetingen (Kanton Solothurn); † 24. Juli 1990 in Bern) war ein Schweizer Ökonom und Professor für Volkswirtschaftslehre.

## Leben und Wirken
Hugo Sieber besuchte zunächst das Lehrerseminar in Solothurn und studierte dann Nationalökonomie und Rechtswissenschaft an der Universität Bern. Im Jahr 1939 promovierte er dort zum Dr. rer. pol. In seiner Dissertation beschäftigte er sich mit Fragen des Wirtschaftsmodells der Freiwirtschaft. Ein Jahr später (1940) machte er das Staatsexamen (lic. iur.) in der Rechtswissenschaft. Von 1942 bis 1947 war Sieber Mitarbeiter des Eidgenössischen Volkswirtschaftsdepartements (eines der sieben Ministerien der Schweizer Landesregierung), und zwar der dortigen Preisbildungskommission. Ausserdem lehrte er an der Universität Bern als Privatdozent. 1947 wurde er hier ausserordentlicher, 1953 ordentlicher Professor für das Fach Volkswirtschaftslehre. 1976 trat er in den Ruhestand. Schwerpunkte seiner wissenschaftlichen Arbeit waren die Bereiche Wirtschaftsordnung, Wettbewerbs- und Konjunkturpolitik. Ausserdem betätigte er sich als Publizist und arbeitete in verschiedenen Kommissionen mit.

## Veröffentlichungen (Auswahl)
- Eine kritische Würdigung der Freigeldlehre (= Berner wirtschaftswissenschaftliche Abhandlungen. Bd. 30). Haupt, Bern 1940 (Dissertation Universität Bern).
- Die Beziehungen zwischen Wirtschaftstheorie und Wirtschaftspolitik. In: Richard Fritz Behrendt (Hrsg.): Strukturwandlungen der schweizerischen Wirtschaft und Gesellschaft. Festschrift für Fritz Marbach zum 70. Geburtstag. Stämpfli, Bern 1962, S. 509–526.
- Die Bodenrechtsinitiative. Stämpfli, Bern 1963.
- Umstrittene Fragen der schweizerischen Wirtschaftspolitik (= Berner Beiträge zur Nationalökonomie. Bd. 1). Haupt, Bern 1965.
- mit Egon Tuchtfeldt: Probleme der schweizerischen Geldpolitik (= Berner Beiträge zur Nationalökonomie. Bd. 11). Haupt, Bern 1969.
- Bodenpolitik und Bodenrecht (= Berner Beiträge zur Nationalökonomie. Bd. 15). Haupt, Stuttgart 1970.
- Die bisherige Tätigkeit der Schweizerischen Kartellkommission – eine kritische Bestandsaufnahme. In: ders. u. Egon Tuchtfeldt (Hrsg.): Wettbewerbspolitik in der Schweiz. Festgabe zum 80. Geburtstag von Fritz Marbach (= Berner Beiträge zur Nationalökonomie. Bd. 17). Haupt, Stuttgart 1972, ISBN 3-258-01616-X, S. 19–42.
- mit Willy Linder: Stabilitäts- und Ordnungspolitik (= Schriftenreihe des Vororts. Bd. 6). Schweizerischer Handels- und Industrie-Verein, Zürich 1976.
- Wirtschaftspolitische Betrachtungen zur Revision der Bundesverfassung (= Schriftenreihe des Vororts. Bd. 14). Schweizerischer Handels- und Industrie-Verein, Zürich 1978.
- Marktwirtschaft im Kreuzfeuer (= Berner Beiträge zur Nationalökonomie. Bd. 35). Haupt, Bern 1979, ISBN 3-258-02803-6.
- Die Marktwirtschaft als Sündenbock (= Schriftenreihe des Vororts. Bd. 20). Schweizerischer Handels- und Industrie-Verein, Zürich 1979.
- Schweizerische Wettbewerbspolitik. Hrsg. u. eingeleitet von Egon Tuchtfeldt (= Berner Beiträge zur Nationalökonomie. Bd. 40). Haupt, Bern 1981, ISBN 3-258-02994-6.
- Wider den Abbau der historischen und juristischen Dimension bei der Ausbildung von Volkswirtschaftern. In: Alexandre Jetzer (Hrsg.): Ordo et libertas. Festschrift zum 60. Geburtstag von Dr. Gerhard Winterberger. Stämpfli, Bern 1982, ISBN 978-3-7272-9205-7, S. 91–110.
- Wirtschaftspolitische Gedankensplitter (= Schriftenreihe des Vororts. Bd. 33). Schweizerischer Handels- und Industrie-Verein, Zürich 1983.
- Wirtschaftskundliche Miniaturen. Eine Kolumnensammlung (= Schriftenreihe des Vororts. Bd. 43). Schweizerischer Handels- und Industrie-Verein, Zürich 1986.

Festschrift
- Egon Tuchtfeldt (Hrsg.): Schweizerische Wirtschaftspolitik zwischen gestern und morgen. Festgabe zum 65. Geburtstag von Hugo Sieber (= Berner Beiträge zur Nationalökonomie. Bd. 25). Haupt, Bern/Stuttgart 1976, ISBN 3-258-02440-5 (Bibliographie Hugo Sieber: S. 465–480).